# 樂光寶盒
《樂光寶盒》（英語：Music Box）是台灣電視公司的音樂型綜藝節目，金星娛樂製作，2012年11月26日起開播，主持人為林俊逸、侯佩岑。於週一至週三晚間十點至晚間十一點在台視主頻及台視HD台同步播出，並於台視HD台播放高畫質訊源。TVBS-Asia2013年3月23日起，週六晚間十點（台灣時間）播出。该节目亦在凤凰卫视欧洲台、美洲台和澳洲版播出。

## 歷任主持人
| 開始時間       | 結束時間     | 主持人             |
| -------------- | ------------ | ------------------ |
| 2012年11月26日 | 2013年3月6日 | 林俊逸、侯佩岑主持 |

## 參加來賓
| 集數 | 首播日期       | 主題                            | 來賓                                                 |
| 01   | 2012年11月26日 | 巨星大合體─天王天后經典對唱情歌 | 陳子鴻、黃子佼、天天、同恩、小宇、周定緯、羅美玲     |
| 02   | 2012年11月27日 | 萬年不敗─K歌冠軍金曲            | 天天、趙之璧、張芸京、TANK、陳勢安、Lara             |
| 03   | 2012年11月28日 | 黑暗中的一道曙光─黃裕翔         | 黃裕翔、蔡健雅                                       |
| 04   | 2012年12月3日  | 老歌新唱經典重生                | 袁永興、王治平、天天、TANK、Echo、周定緯、羅美玲     |
| 05   | 2012年12月4日  | 我的音樂故事張韶涵              | 張韶涵                                               |
| 06   | 2012年12月5日  | 鐵漢柔情真男人情歌              | 袁永興、王治平、丁曉雯、張心傑、卓義峰、Matzka       |
| 07   | 2012年12月10日 | 唱了會被抓的禁歌年代            | 袁永興、丁曉雯、卓義峰，伴奏：無雙樂團、TANK、羅美玲 |
| 08   | 2012年12月11日 | 叫好又叫座金馬獎最佳電影歌曲    | 袁永興、天天、艾怡良、TANK、藍又時                   |
| 09   | 2012年12月12日 | 我的音樂故事新寶島康樂隊        | 新寶島康樂隊                                         |
| 10   | 2012年12月17日 | 經典唱跳歌曲                    | 丁曉雯、天天、同恩、周定緯、王彩樺                   |
| 11   | 2012年12月18日 | 動人親情台語金曲                | 丁曉雯、陳子鴻、方宥心、卓義峰、梁一貞               |
| 12   | 2012年12月19日 | 我的音樂故事王心凌              | 王心凌                                               |
| 13   | 2012年12月24日 | 瓊瑤電視劇金曲                  | 袁永興、天天、周定緯、余荃斌(No name)、吳亦帆        |
| 14   | 2012年12月25日 | 異鄉遊子打拼之歌                | 袁永興、丁曉雯、TANK、卓義峰、小宇                   |
| 15   | 2012年12月26日 | 我的音樂故事張信哲              | 張信哲                                               |
| 16   | 2013年1月2日   | 永遠的一道彩虹鳳飛飛（上）      | 天天、丁曉雯、張秀卿、黃僅雯、羅美玲、欣韻二重唱     |
| 17   | 2013年1月7日   | 永遠的一道彩虹鳳飛飛（下）      | 天天、丁曉雯、張秀卿、黃僅雯、羅美玲、欣韻二重唱     |
| 18   | 2013年1月8日   | 單身熟女心碎情歌Top10           | 陳子鴻、A-Lin、吳亦帆、TANK、閻韋伶                  |
| 19   | 2013年1月9日   | 我的音樂故事 曹格               | 曹格                                                 |
| 20   | 2013年1月14日  | 五六年級最愛台語金曲（上）      | 陳子鴻、張秀卿、吳淑敏、民雄、林雨宣                 |
| 21   | 2013年1月15日  | 五六年級最愛台語金曲（下）      | 陳子鴻、張秀卿、吳淑敏、民雄、林雨宣                 |
| 22   | 2013年1月16日  | 玉女偶像進化論                  | 王治平、丁曉雯、羅美玲、安心亞、方季韋               |
| 23   | 2013年1月21日  | 青出於藍 經典翻唱歌曲           | 許常德、丁曉雯、張心傑、林雨宣、許仁                 |
| 24   | 2013年1月22日  | 我的音樂故事 潘越雲             | 潘越雲                                               |
| 25   | 2013年1月23日  | 老上海經典風華再現              | 天天、陳國華、羅美玲、林芯儀、符瓊音                 |
| 26   | 2013年1月28日  | 唸比唱得難 經典饒舌歌曲         | 袁永興、丁曉雯、宇宙人、MP魔幻力量、白安、嚴爵、家家 |
| 27   | 2013年1月29日  | 超好哭!!台語經典情歌（上）      | 翁立友、鄭進一、方宥心、荒山亮                       |
| 28   | 2013年1月30日  | 超好哭!!台語經典情歌（下）      | 翁立友、鄭進一、方宥心、荒山亮                       |
| 29   | 2013年2月4日   | 經典廣告金曲 進化論             | 許常德、許慧欣、陳建寧、黃靖倫、梁一貞、卓義峰       |
| 30   | 2013年2月5日   | 我的音樂故事 趙傳               | 趙傳                                                 |
| 31   | 2013年2月6日   | 我的音樂故事 蕭煌奇             | 蕭煌奇                                               |
| 32   | 2013年2月18日  | 動起來! 台語經典High歌          | 王彩樺、洪敬堯、鄭進一、卓義峰、吳淑敏、吳申梅       |
| 33   | 2013年2月19日  | 我的音樂故事 葉璦菱             | 葉璦菱                                               |
| 34   | 2013年2月20日  | 中國風金曲大賞                  | 袁惟仁、陳建寧、TANK、太妃堂、林芯儀                 |
| 35   | 2013年2月26日  | 我的音樂故事 林俊逸             | 林俊逸、大飛、黃豪平、張立東                         |
| 36   | 2013年2月27日  | 2012年百大金曲                  | 王治平、DJ阿娟、周定緯、葉瑋庭、梁文音               |
| 37   | 2013年3月4日   | 我的音樂故事 陳盈潔             | 陳盈潔                                               |
| 38   | 2013年3月5日   | 台語對唱金曲                    | 陳子鴻、丁曉雯、游鴻明、許富凱、方宥心、吳申梅       |
| 39   | 2013年3月6日   | 台語經典悲情歌                  | 許常德、蔡秋鳳、鄭進一、許富凱、林芯儀、吳淑敏       |

## 獎項
| 年份   | 頒獎典禮     | 獎項             | 結果 |
| ------ | ------------ | ---------------- | ---- |
| 2013年 | 第48屆金鐘獎 | 綜藝節目主持人獎 | 提名 |

## 外部連結
- 台視《樂光寶盒》官方網站 （页面存档备份，存于）
- 樂光寶盒的Facebook專頁(官方)